# Arena VFG
La Arena VFG es un centro de espectáculos en donde se realizan eventos de música principalmente, aunque también está creada para albergar eventos deportivos y exposiciones. Está ubicada en Tlajomulco de Zúñiga, dentro del Área metropolitana de Guadalajara, México. Tiene un aforo aproximado para 15 000 personas; sin embargo puede recibir a 40 000 en caso de un evento masivo. Actualmente está considerado como el mejor establecimiento en su tipo dentro de la ciudad, y además ha sido lugar de presentaciones de artistas de gran popularidad dentro de México, así como a nivel mundial como fue el caso de la presentación del cantante Residente el 15 de octubre de 2006, Shakira en su gira Fijación Oral, Selena Gomez en 2012, de la cantante estadounidense Katy Perry en 2018 y en 2019 a Jonas Brothers y el dúo Twenty One Pilots. En este lugar también se despidió y se rindió homenaje al Charro de Huentitán Don Vicente Fernández tras su fallecimiento el 12 de diciembre de 2021.

## Historia
La Arena VFG fue construida en 2005 como proyecto empresarial del Grupo Fernández, propiedad del famoso músico vernáculo mexicano Vicente Fernández Gómez (de las iniciales de su nombre deriva el nombre del recinto). Originalmente planeado como un lienzo charro, el lugar se ha constituido como el principal centro de espectáculos en la Zona Occidente de México. A mediados de 2006, la empresa controladora de espectáculos OCESA concretó una alianza con Grupo Fernández para la administración del lugar; creando así OCESA Jalisco. En su corta historia, ha recibido grandes actos musicales y de entretenimiento.
También la Arena VFG ha recibido la Liga Profesional de Charros de Acero. Y se coronó en 2020 al equipó de Charros de Acero, Charros de Cuauhtémoc de Nuevo León.

## Conciertos
| Año  | Bandera       | Artista | Tour                                  |
| ---- | ------------- | ------- | ------------------------------------- |
| 2023 | Corea del Sur | NCT 127 | NCT 127 2nd Tour: Neo City - The Link |